# رایان قاسمیان
رایان قاسمیان (فروردین ۱۴۰۴ – ۲۳ خرداد ۱۴۰۴) کودک ۲ ماهه‌ای است که در روز اول جنگ ۱۲ روزه مابین ایران و اسرائیل، طی حمله اسرائیل به ایران کشته شد. او کوچک‌ترین شهید این جنگ بوده است.

## چگونگی شهادت
در تاریخ ۲۳ خرداد ۱۴۰۴، اسرائیل حمله ای غافلگیرانه را به سمت پایتخت ایران، تهران انجام داد؛ یکی از خانواده‌هایی که در طی این حمله کشته شدند، خانواده رایان قاسمیان بودند، او به همراه پدر و مادر خود به شهادت رسید، او نیز یک برادر ۵ ساله داشت که به مدت یک هفته تحت مراقبت‌های ویژه بود و در نهایت پس از یک هفته، برادر او نیز به دلیل سوختگی شدید شهید شد.

## زندگی شخصی
او در فروردین ۱۴۰۴ زاده شد، مادر وی متخصص زنان و زایمان بود و پدر وی مهندس، پدر و مادر او در طی حملات ۲۳ خرداد اسرائیل به ایران، به همراه او شهید شدند.